# Select (tidskrift)
Select var ett månadsvis utgivet brittiskt musikmagasin. Det första numret utkom i juli 1990 och tidskriften var känd för att främst handla om indiepop, men andra musikgenrer förekom också. Det var i Select som uttrycket britpop förekom för första gången och det myntades av journalisten Stuart Maconie. Numret som släpptes i april 1993, ibland benämnt som "Yanks Go Home", var en viktig del i den brittiska popmusikens motstånd mot det amerikanska inflytandet via bland annat grungen. Select lades ned i slutet av 2000, där det sista numret som publicerades var det för januari 2001. 